# Harcerstwo po roku 1989

## Kalendarium
- 5–7 grudnia 1990 – W Bydgoszczy odbył się XXVIII Zjazd ZHP, który przywrócił funkcjonujące od dawna w wielu drużynach prawo i przyrzeczenie harcerskie w wersji z 1932.
- 1991 – W Związku Harcerstwa Polskiego powołano Ogólnopolski Ruch Programowo-Metodyczny „Wspólnota Drużyn Grunwaldzkich”.
- 1993 – Prezydent Rzeczypospolitej Polskiej Lech Wałęsa objął honorowy protektorat nad Związkiem Harcerstwa Polskiego.
- 1993 – Związek Harcerstwa Polskiego rok założenia 1918 połączył się ze Związkiem Harcerstwa Rzeczypospolitej.
- 1994 – Powstał Związek Harcerstwa Wiejskiego działający na terenie powiatu dzierżoniowskiego[1].
- 1995 – Niezależny Krąg Instruktorów Harcerskich Leśna Szkółka, Federacja Drużyn im. Cichociemnych, Polska Organizacja Harcerska i Związek Harcerstwa Rzeczypospolitej powołały Federację Harcerstwa Polskiego. Federacja nie odegrała większej roli w integracji organizacji harcerskich.
- 1995 – (XXX) Nadzwyczajny Zjazd ZHP wprowadził jedną rotę przyrzeczenia harcerskiego i dokonał zmian w statucie organizacji, otwierających drogę do powrotu w struktury światowego skautingu.
- 1995 – Wprowadzenie jednej roty przyrzeczenia w Związku Harcerstwa Polskiego było przyczyną odłączenia się Hufca Warszawa-Śródmieście i powstania Stowarzyszenia Harcerskiego.
- 1995 – Stowarzyszenie Harcerstwa Katolickiego „Zawisza” zostało członkiem Międzynarodowego Związku Przewodniczek i Skautów Europy – Federacji Skautingu Europejskiego.
- 1995 – Związek Harcerstwa Polskiego zorganizował Światowy Zlot Harcerstwa Polskiego „Zegrze ’95”.
- 1996 – Prezydent Rzeczypospolitej Polskiej Aleksander Kwaśniewski objął honorowy protektorat nad Związkiem Harcerstwa Polskiego.
- 1996 – Związek Harcerstwa Polskiego odzyskał status członka założyciela Światowej Organizacji Ruchu Skautowego (WOSM) i Światowego Stowarzyszenia Przewodniczek i Skautek (WAGGGS).
- 1997 – Polska Organizacja Harcerska połączyła się ze Związkiem Harcerstwa Rzeczypospolitej.
- 1997 – ZHP włączyło się w działania pomocowe powodzianom realizując alert „Nieść chętną pomoc bliźnim”[2]
- 1999 – Związek Harcerstwa Rzeczypospolitej zorganizował Zlot X-lecia ZHR w okolicach Lednicy.[3]
- 2000 – Związek Harcerstwa Polskiego zorganizował Światowy Zlot Harcerstwa Polskiego „Gniezno 2000”.
- 2003 – Sejm Rzeczypospolitej Polskiej ogłosił rok 2003 Rokiem Aleksandra Kamińskiego.
- 2006 – zostaje zarejestrowane stowarzyszenie Royal Rangers Polska[4]
- 2007 – Obchody 100-lecia powstania skautingu.
- 2007 – Związek Harcerstwa Polskiego zorganizował Zlot ZHP „Kielce 2007”.
- 2008 – Senat Rzeczypospolitej Polskiej ogłosił rok 2008 Rokiem Andrzeja i Olgi Małkowskich.
- 2008 – Prezydent Rzeczypospolitej Polskiej Lech Kaczyński objął honorowy protektorat nad Związkiem Harcerstwa Polskiego, Związkiem Harcerstwa Rzeczypospolitej, Stowarzyszeniem Harcerstwa Katolickiego „Zawisza” Federacją Skautingu Europejskiego, organizacjami harcerskimi ze Wschodu i Związkiem Harcerstwa Polskiego poza granicami Kraju.
- 2008 – Powstała organizacja harcerska Skauci Świętego Bernarda z Clairvaux (SSBC), stosująca metodę skautingu katolickiego i będąca kontynuacją myśli francuskiego jezuity Jakuba Sevina i międzywojennego ruchu harcerstwa katolickiego[5].
- 2009 – Związek Harcerstwa Rzeczypospolitej zorganizował Jubileuszowy Zlot XX-lecia ZHR. w Koronowie koło Bydgoszczy[6]
- 2010 – Związek Harcerstwa Polskiego poprzez swój Ogólnopolski Ruch Programowo-Metodyczny „Wspólnota Drużyn Grunwaldzkich” i Chorągiew Warmińsko-Mazurską, zorganizował zlot harcerski z okazji 600. rocznicy bitwy pod Grunwaldem. Dzień 15 lipca 2010 ogłoszono w ZHP Dniem Grunwaldzkim.
- 2010–2011 – Obchody 100-lecia powstania harcerstwa.
  - 2010 – Związek Harcerstwa Polskiego zorganizował Jubileuszowy Zlot Stulecia Harcerstwa „Kraków 2010”.
  - 2011 – Związek Harcerstwa Rzeczypospolitej, Stowarzyszenie Harcerskie, Stowarzyszenie Harcerstwa Katolickiego Zawisza, Związek Harcerstwa Polskiego na Litwie i Harcerstwo Polskie na Ukrainie zorganizowały Jubileuszowy Zlot Stulecia Harcerstwa „Kraków 2011”[7]
- 2012 – Reaktywowano działalność Związku Harcerstwa Polskiego w Niemczech.
- 2012 – Prezydent Rzeczypospolitej Polskiej Bronisław Komorowski objął honorowy protektorat nad Związkiem Harcerstwa Polskiego, Związkiem Harcerstwa Rzeczypospolitej, Stowarzyszeniem Harcerstwa Katolickiego „Zawisza” Federacją Skautingu Europejskiego, Stowarzyszeniem Harcerskim, Związkiem Harcerstwa Polskiego poza granicami Kraju, Związkiem Harcerstwa Polskiego na Litwie, Republikańskim Społecznym Zjednoczeniem „Harcerstwo” (Białoruś) i Harcerstwem Polskim na Ukrainie.
- 2016 – Prezydent Rzeczypospolitej Polskiej Andrzej Duda objął honorowy protektorat nad ruchem harcerskim w Polsce i poza granicami kraju[8].
- 2018 – Senat Rzeczypospolitej Polskiej ustanowił rok 2018 Rokiem Harcerstwa[9].
- 2018 – Obchody 100-lecia Związku Harcerstwa Polskiego.
  - 2018 – Związek Harcerstwa Polskiego zorganizował Zlot ZHP „Gdańsk 2018” z okazji 100-lecia organizacji.
- 2018 – Prezydent Rzeczypospolitej Polskiej Andrzej Duda odznaczył Orderem Orła Białego twórców polskiego harcerstwa – Olgę Drahonowską-Małkowską i Andrzeja Małkowskiego[10]
- 2019 – Związek Harcerstwa Rzeczypospolitej zorganizował Jubileuszowy Zlot Trzydziestolecia ZHR[11]
- 2020 - Związek Harcerstwa Polskiego włączył się w  służbę na rzecz lokalnych społeczności w pandemii Covid-19[12].
- 2021 - ZHP zostało wybrane na organizatora XXVI Światowego Jamboree, które odbyć się ma na wyspie Sobieszewskiej w Gdańsku[13].
- 2022 - Z powodu inwazji Rosji na Ukrainę ZHP ogłosiło akcję „ZHP dla Ukrainy”. Jej celem było wsparcie państwa w opięcie nad uchodźcami wojennymi z Ukrainy oraz wsparcie uchodźców w trakcie podróży po Polsce[14].
- 2024 - W Związku Harcerstwa Polskiego ogłoszony został Alert Naczelniczki ZHP „Nieść chętną pomoc”. Jego celem było niesienie pomocy powodzianom - w południowo-zachodniej Polsce gdzie ogłoszno stan klęski żywiołowej[15].